# Розенталь (район Берлина)

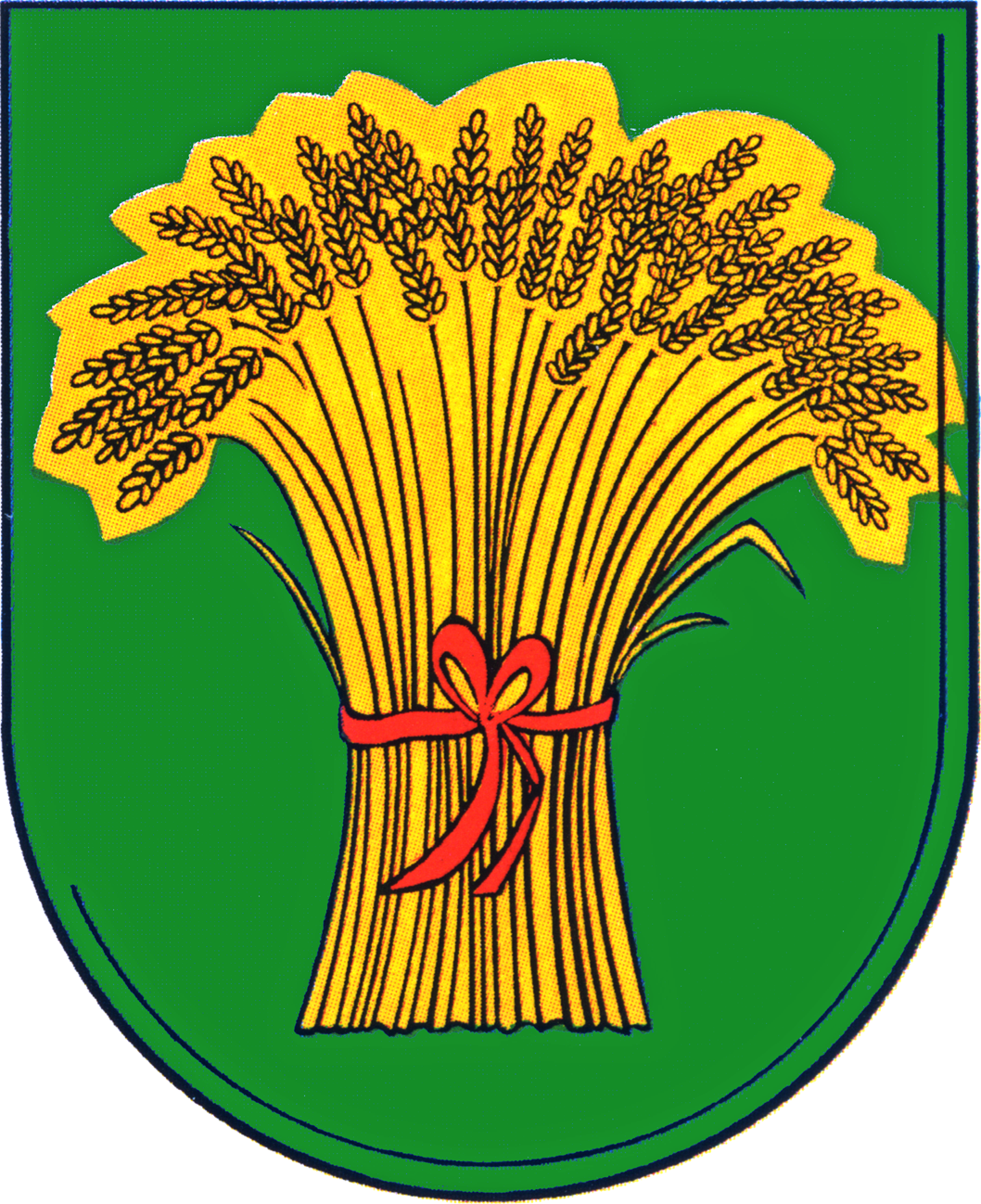
Герб Розенталя 1987 года

 Ро́зенталь (нем. Rosenthal) — район Берлина в северо-восточном административном округе Панков. Внутри своего округа Розенталь граничит с районами Бланкенфельде, Францёзиш-Буххольц, Нидершёнхаузен и Вильгельмсру. Кроме того, Розенталь соседствует с административным округом Райниккендорф.

## Достопримечательности

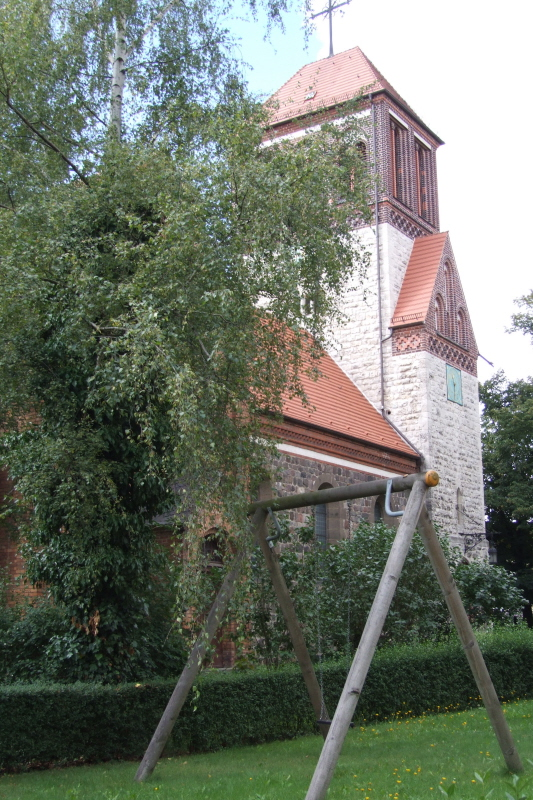
Сельская церковь Розенталь. Фото 2006 года

Располагавшееся к северу от Берлина селение Розенталь впервые упоминается в документах 1356 года.
Сельская церковь (нем. Dorfkirche Rosenthal) на главной улице современного района Хауптштрассе (нем. Hauptstraße), согласно документальным свидетельствам построенная в 1230 году, относится к старейшим зданиям и охраняется как памятник архитектуры.
По данным евангелической общины, в 1734 году в Розентале проживало 183 человека.
В бывшей общине Розенталь долгое время главным было сельское хозяйство. Обвязанный красной лентой сноп с зерновыми колосьями, изображенный на сохранившейся цветной печати середины XIX века, входил и в герб Розенталя 1987 года.

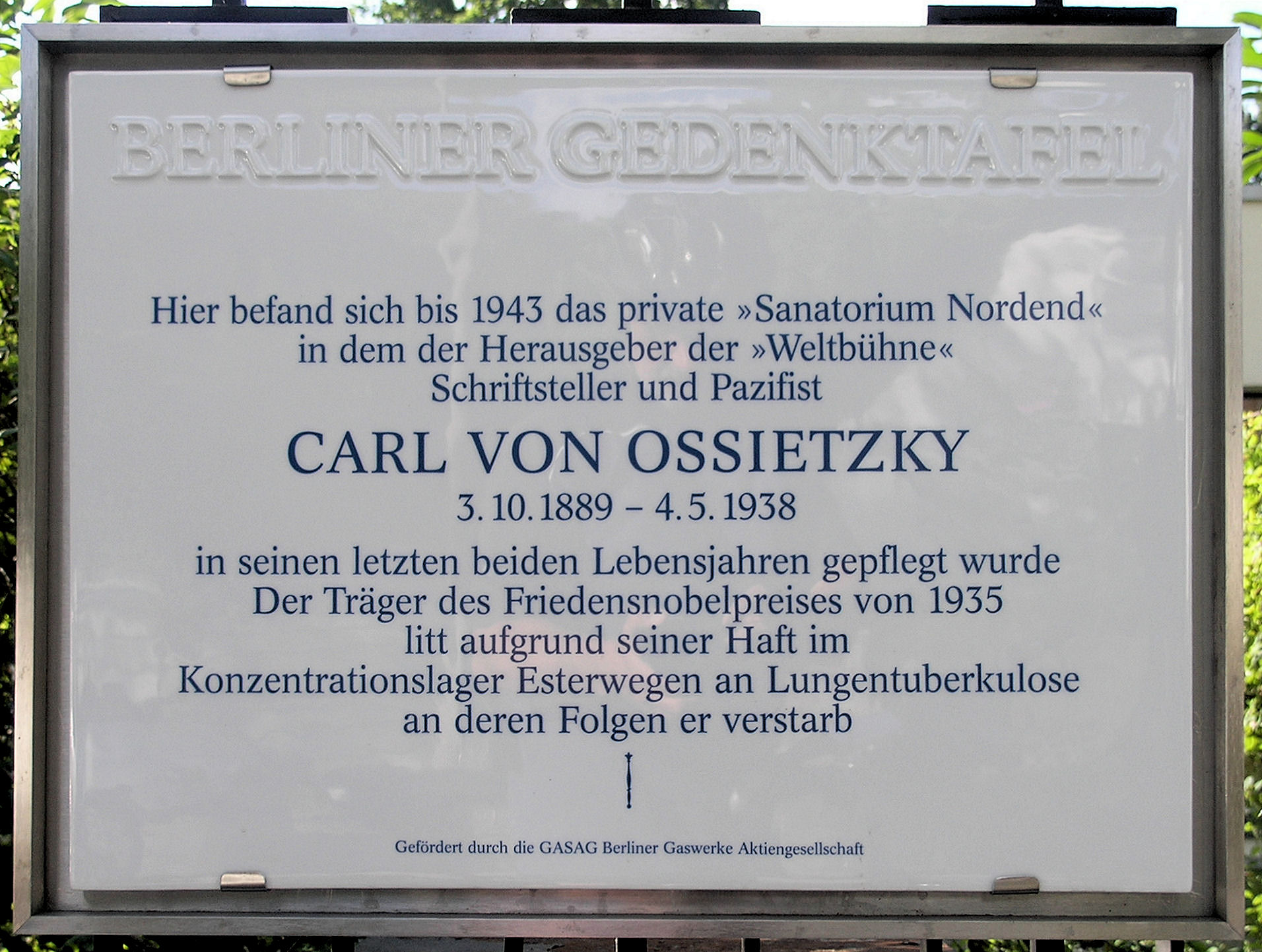
Мемориальная доска Карлу фон Осецкому. Фото 2010 года

В первой половине XX века в Розентале появились фабрики турбогенераторов, турбин и электрических машин.
На одном из предприятий развивавшейся электротехнической промышленности работал с 1914 по 1921 гг. Отто Нагель (годы жизни 1894—1967), прославившийся как немецкий живописец и график, которому в 1970 году был посмертно присуждён титул почётного гражданина Берлина.
Мемориальная доска Карлу фон Осецкому, известному немецкому пацифисту, антифашисту и лауреату Нобелевской премии мира 1935 года, установлена в Розентале возле больницы, где он лечился и скончался в 1938 году от туберкулёза после пребывания в двух концентрационных лагерях.
В районе Розенталь, как и в соседнем Бланкенфельде, серьёзное внимание уделяется очистке сточных вод. Для этого используются постоянно обновляемые технологии.

## Транспорт
К городскому общественному транспорту в районе Розенталь относятся:
- автобусные маршруты — 107, 121, 122,
- а также линия 53 берлинского трамвая (нем. Straßenbahn Berlin).